# Аруша (область)
Аруша (англ. Arusha) — одна из 30 областей Танзании. Имеет площадь 34 516 км², из которых 33 809 км² принадлежат к суше, по переписи на август 2012 года её население составило 1 694 310 человек. Административным центром области является город Аруша.

## География
Расположена на севере страны, граничит с Кенией. На территории области находится кратер Нгоронгоро.

## Административное деление
Административно область разделена на 6 округов:
- Нгоронгоро
- Аруша
- Карату
- Мондули
- Лонгидо
- Арумеру